# Lauro Carneiro de Loyola
Lauro Carneiro de Loyola (Paranaguá, 14 de janeiro de 1907 — Rio de Janeiro, 5 de novembro de 1979) foi um industrial e político brasileiro.

## Vida
Filho de José Guilherme de Loyola e de Maria Augusta Carneiro de Loyola.
O aeroporto de Joinville é oficialmente denominado Aeroporto Lauro Carneiro de Loyola.

## Carreira
Foi cônsul geral da Bélgica em Joinville.
Foi deputado à Câmara dos Deputados na 40ª legislatura (1955 — 1959), como suplente convocado, na 41ª legislatura (1959 — 1963) e na 42ª legislatura (1963 — 1967), eleito pela União Democrática Nacional (UDN), e na 43ª legislatura (1967 — 1971), eleito pela Aliança Renovadora Nacional (ARENA).